# Fünf-Flüsse-Radweg
Der Fünf-Flüsse-Radweg ist ein ca. 320 km langer Fernradweg, der als Rundweg die Städte Nürnberg, Amberg, Regensburg, Kelheim und Neumarkt in der Oberpfalz  verbindet.

## Streckenprofil
Der Fünf-Flüsse-Radweg ist leicht zu fahren, größere Steigungen sind selten. Mancherorts ist die Beschilderung unzureichend.
Seinen Namen hat der Fünf-Flüsse-Radweg, weil er fünf Flusstäler berührt:
- Tal der Pegnitz (Nürnberg bis Hersbruck)
- Tal der Vils (Amberg bis Kallmünz)
- Tal der Naab (Kallmünz bis Etterzhausen)
- Tal der Donau (Etterzhausen bis Regensburg, weiter bis Kelheim)
- Tal der Altmühl (Kelheim bis Beilngries)

Ferner führt er entlang Rhein-Main-Donau-Kanal und Ludwig-Donau-Main-Kanal.
Von Nürnberg geht es zunächst vorbei am Wöhrder See und Langsee entlang der Pegnitz nach Osten. Ab Pommelsbrunn folgt der Weg wie die Bahnstrecke Nürnberg–Schwandorf dem Högenbach, ab Weigendorf dem Etzelbach aufwärts zur Europäischen Wasserscheide. Bei Sulzbach-Rosenberg passiert der Radweg die stillgelegte Maxhütte, ein Industriedenkmal der Stahlherstellung in Bayern. Weiter im Vilstal liegt Amberg, die ehemalige Hauptstadt der Oberpfalz. Abwärts durch die bewaldeten Täler von Vils und Naab erreicht man Regensburg. Weiter die Donau entlang bis Kelheim, dann folgt man dem romantischen Altmühltalradweg bis Berching. Ab hier entlang des Main-Donau-Kanals auf meist nicht asphaltierten Wegen weiter bis in die Nähe von Freystadt. Hier zweigt der Weg nach Osten und erreicht schließlich die alte Residenzstadt Neumarkt in der Oberpfalz. Von dort aus führt der Weg entlang des Ludwig-Donau-Main-Kanals über Berg bei Neumarkt in der Oberpfalz, Schwarzenbruck und Wendelstein zurück nach Nürnberg.

## Ortschaften am Streckenverlauf
- Nürnberg
- Ebensee (Mögeldorf)
- Röthenbach an der Pegnitz
- Lauf an der Pegnitz
- Hersbruck
- Etzelwang
- Neukirchen bei Sulzbach-Rosenberg
- Poppenricht
- Sulzbach
- Rosenberg-Maxhütte
- Amberg
- Haselmühl
- Theuern
- Ensdorf
- Rieden
- Vilshofen
- Schmidmühlen
- Kallmünz
- Pielenhofen
- Etterzhausen
- Mariaort
- Prüfening
- Regensburg
- Sinzing
- Bad Abbach
- Kelheimwinzer
- Kelheim
- Essing
- Riedenburg
- Dietfurt
- Beilngries
- Berching
- Sengenthal
- Freystadt
- Neumarkt in der Oberpfalz
- Wendelstein
- Worzeldorf